# Жуан Регу
Жуа́н Пе́дру Се́ну Луї́ш Ре́гу (порт. João Pedro Seno Luís Rêgo; нар. 20 червня 2005, Оріке) — португальський футболіст, півзахисник клубу «Бенфіка».

## Клубна кар'єра
Виступав за юнацьку команду «Оріке», а 2018 приєднався до академії «Бенфіки». 6 липня 2019 року підписав юнацький контракт з клубом. 18 вересня 2021 року підписав з «Бенфікою» свій перший професіональний контракт у віці 16 років. Влітку 2023 року переведений до резервної команди клубу. 3 вересня 2023 року дебютував в складі «Бенфіки Б» в матчі Сегунда-ліги проти «Лейшойша». 27 вересня 2023 року продовжив контракт з «Бенфікою» до середини 2028 року. 22 квітня 2024 року в поєдинку Сегунда-ліги проти «Насьйонала» забив свій перший гол у професіональній кар'єрі.
12 травня 2024 року дебютував в основному складі «Бенфіки», вийшовши на заміну Рафі в матчі Прімейра-ліги проти «Ароки».
29 січня 2025 року в матчі групового етапу Ліги чемпіонів УЄФА проти італійського «Ювентуса» дебютував в єврокубках. 9 квітня 2025 року в поєдинку Кубка Португалії проти «Тірсенсе» забив свій перший гол за «Бенфіку».
В червні 2025 року виступав на клубному чемпіонаті світу в США. На турнірі провів два матчі, а його команда дійшла до 1/8 фіналу, де поступилась англійському «Челсі».

## Кар'єра в збірній
Виступав за збірні Португалії до 17, до 18, до 19 і до 20 років.

## Статистика виступів
Станом на 24 червня 2025
| Клуб              | Сезон             | Чемпіонат         | Чемпіонат | Чемпіонат | Кубок | Кубок | Кубок ліги | Кубок ліги | Єврокубки | Єврокубки | Інші  | Інші | Всього | Всього |
| Клуб              | Сезон             | Дивізіон          | Матчі     | Голи      | Матчі | Голи  | Матчі      | Голи       | Матчі     | Голи      | Матчі | Голи | Матчі  | Голи   |
| ----------------- | ----------------- | ----------------- | --------- | --------- | ----- | ----- | ---------- | ---------- | --------- | --------- | ----- | ---- | ------ | ------ |
| Бенфіка Б         | 2023–24           | Сегунда-ліга      | 26        | 2         | —     | —     | —          | —          | —         | —         | —     | —    | 26     | 2      |
| Бенфіка Б         | 2024–25           | Сегунда-ліга      | 18        | 4         | —     | —     | —          | —          | —         | —         | —     | —    | 18     | 4      |
| Бенфіка Б         | Всього            | Всього            | 44        | 6         | —     | —     | —          | —          | —         | —         | —     | —    | 44     | 6      |
| Бенфіка           | 2023–24           | Прімейра-ліга     | 1         | 0         | 0     | 0     | 0          | 0          | 0         | 0         | 0     | 0    | 1      | 0      |
| Бенфіка           | 2024–25           | Прімейра-ліга     | 3         | 0         | 3     | 1     | 1          | 0          | 4         | 0         | 2     | 0    | 13     | 1      |
| Бенфіка           | Всього            | Всього            | 4         | 0         | 3     | 1     | 1          | 0          | 4         | 0         | 2     | 0    | 14     | 1      |
| Всього за кар'єру | Всього за кар'єру | Всього за кар'єру | 48        | 6         | 3     | 1     | 1          | 0          | 4         | 0         | 2     | 0    | 58     | 7      |

1. ↑  Матчі в Лізі чемпіонів УЄФА
2. ↑  Матчі на клубному чемпіонаті світу

## Досягнення
«Бенфіка»
- Володар Кубка португальської ліги: 2024–25[17]
- Володар Суперкубка Португалії: 2025